# 模态实在论
模态实在论（英語：modal realism）是哲学中一种关于可能世界的本体理论，由美国哲学家大卫·刘易斯提出。他认为所有可能世界都与我们所在的世界一样真实。

## 主要观点
模态实在论关于可能世界的主要观点包括：
- 可能世界存在，并且与我们的世界同样真实；
- 可能世界与我们的世界在种类上没有区别，只是内容上的不同；
- 可能世界不能被归结为更为基本的东西，它们是不可化约的实体（irreducible entities）；
- 真实性是索引的（indexical），当我们说我们的世界是真实的时候，只是意味着这是我们存在其中的世界；
- 可能世界是由所有有时空关联的对象统一而成的，不同的可能世界之间在时空上是完全隔离的；
- 不同的可能世界间没有因果联系。

## 批评
持温和实在论观点的索尔·克里普克、罗伯特·斯托奈克等都对刘易斯的模态实在论持批评态度。克里普克就批评刘易斯将不同的可能世界看作是遥远的星球。虽然他也认为可能世界是实在的，但他主张可能世界并非是真实的情形，而只是抽象的实体。同时，他也反对刘易斯为解决跨界问题而提出的对应体理论，并认为不存在跨界问题。斯托奈克将刘易斯的观点称为“极端实在论”（extreme realism）。